# Фелим Каох О’Нилл
Фелим Каох О’Нил (ирл. Feidhlimidh Caoch Ó Néill, англ. Phelim Caoch O'Neill; 1517—1542) — ирландский принц из клана О’Нил.
Старший сын короля Конна Бакаха О’Нила. Династия О’Нилов, владела значительной частью Ольстера. Мать Фелима, Леди Элис Фицджеральд, была дочерью Джеральда Фицджеральда, 8-го графа Килдэра. Отец Фелима и дед по материнской линии были одними из самых влиятельных людей в Ирландии в начале шестнадцатого века.

## Ранняя жизнь
Фелим Каох (слепой) был сыном Конна Бакаха (ок. 1480—1559), короля Тир Эогайна (1519—1559) и лорда Тирона (1542—1558). Фелим был воспитан на гэльский манер в главной резиденции своего отца, его замке в Данганноне, графство Тирон, и воспитывался как танистри своего отца, чтобы в один прекрасный день сам стать лордом Тирона. В то время, когда он родился, его дядя Арт Ог мак Куинн О’Нил был королем Тир Эогайна (1513—1519), но в 1519 году отец Фелима Конн Баках унаследовал титул, который был старшим положением среди трех главных линий династии О’Нил: Тирон, Фью и Кланабой. Глава клана О’Нил традиционно был провинциальным королем Ольстера, с традиционной властью над подвластными королями (известными как uirríthe по-ирландски) провинции . Фелим вырос, изучая дипломатию, искусство правления и войны в Ольстере. Он принимал участие в деятельности королевства своего отца, в том числе в качестве заложника англичан незадолго до своей смерти. Частью ирландской культуры того периода был обычай набегов. Набеги на соседних лордов за скотом были основным занятием молодых ирландских дворян, особенно в Ольстере, скот был главным элементом богатства. Таким образом, исход набега ослабил или повысил младшего лорда в Ирландии шестнадцатого века.

## Поздняя жизнь
Фелим был женат на Хоноре О’Нил, дочери Фелима О’Нила из Эдендаффкаррика в Кланабое. У них был сын по имени Тирло Брассили О'Нил. Свое прозвище он получил благодаря воспитанию в клане Брассилл в Южном Ольстере.

## События, связанные с его смертью
В начале 1542 года "сын О’Нила (Фелим Каох, сын Конна, сын Конна) был убит одним броском копья галлогласом из клана Макдоннел, согласно записи, зафиксировавшей его смерть в анналах четырех мастеров Ирландии. Фелим был убит после давней ссоры с главным командиром галлогласов его отца Гиллеспиком Макдоннелом. Фелим Каох был убит за несколько месяцев до того, как его отец подчинился королю Англии Генриху VIII.

## Последствия
Остается только гадать, что могло бы случиться, если бы Фелим Каох был жив. После его смерти Конн Баках не имел никакого танистри и пренебрегал интересами своего сына Шейна, мальчика всего шести-семи лет, отдав предпочтение шестнадцатилетнему внебрачному сыну. Его звали Мэтью Келли (по-ирландски «Фердорха»), сын Элисон Келли (урожденной Рот), его любовницы. Решение Конна взять Мэттью Келли, когда он поедет в Лондон, чтобы стать графом Тироном, станет источником шестидесятилетней вражды внутри династии О’Нилов, когда Мэттью станет бароном Данганнона и будет назначен преемником Конна по английскому праву, оставив в стороне более высокие притязания его законных сыновей, Конна Ога и Шейна.